# Пущин, Нил Львович
Нил Львович Пущин (29 января 1837, с. Перевоз Ржевского уезда — 29 января 1891, Санкт-Петербург) — генерал-майор по адмиралтейству, начальник Главного гидрографического управления и председатель Морского ученого комитета.

## Происхождение
Из дворян Ржевского уезда Тверской губернии.

## Биография
- В ноябре 1848 г. поступил в Морской кадетский корпус, 13-го сентября 1853 года был произведен в гардемарины.
- В сентябре 1854 года за выдающиеся успехи в науках и познания в кораблевождении, был назначен фельдфебелем. Во время Крымской кампании 1853—1855 гг. Пущин находился при обороне Кронштадтского порта: в 1854 г. на корабле «Фершампенуаз», а в 1855 году — на корвете «Князь Варшавский».
- 4 мая 1855 года произведен в мичмана, с назначением в 4-й флотский экипаж.
- В 1858 году окончил офицерские классы Морского корпуса, находясь в офицерских классах, он работал на Пулковской Обсерватории.
- 12 мая 1858 года был произведен в лейтенанты. Пущин по рекомендации ученого астронома A. Н. Савича попал в экспедицию и начал свою научную деятельность в Каспийском море, в качестве производителя работ в экспедиции Ивашинцова, по смерти (1871) которого утвержден начальником отдельной съемки Каспийского моря.
- 1 января 1869 года произведен в капитан-лейтенанты.
- С 1877 года — капитан 2-го ранга.
- С 1881 года — капитан 1-го ранга.
- С 1887 года — генерал-майор по адмиралтейству.
- С 1869 года — начальник гидрографической съемки Каспийского моря.
- 7 мая 1875 года назначен начальником гидрографической съемки Балтийского моря. Плавая на винтовой лодке «Роса», работал в Абовских и Аландских шхерах по описи главнейших фарватеров и занимался определением элементов земного магнетизма.
- В 1878 году был командирован в распоряжение Главного командира Кронштадтского порта и вскоре после этого назначен начальником линии наблюдательных постов по южному берегу Финского залива.
- В 1879 году был выбран делегатом от Императорского Русского Географического Общества на международный Географический конгресс в Париже.
- 20 сентября 1882 года был назначен вице-директором Гидрографического департамента Морского министерства.
- В 1883 году географическим обществом издан на французском языке труд Пущина «Обзор гидрографических работ в России за 1875—1881 гг.».
- 1 января 1885 года был назначен исполнять обязанности директора Гидрографического Департамента.
- 1 января 1886 года Гидрографический Департамент был преобразован в Главное гидрографическое управление, начальником которого был назначен вице-адмирал Р. И. Баженов, исполняющим же должность помощника начальника этого управления — Пущин. Со времени назначения помощником начальника Главного Гидрографического Управления Пущин состоял членом Морского Учёного Комитета (МУК), затем был назначен председателем МУК.
- 5 апреля 1887 года за отличие по службе произведен в генерал-майоры по Адмиралтейству и утвержден в занимаемой им должности.
- В 1888 году на Пущина было возложено исполнение обязанностей начальника Главного Гидрографического Управления.
- В 1891 году назначен и. д. начальника Главного гидрографического управления, каковым и состоял по день своей смерти.
- 29 января 1891 года умер в Санкт-Петербурге, был похоронен на Новодевичьем кладбище. Ныне надгробие утрачено[1].

Автор многих трудов по гидрографии. Член Русского географического общества. Состоял членом Конференции Николаевской Морской Академии. Занимаясь магнитными наблюдениями на берегах Каспийского моря, Пущин составил первые полные магнитные карты Каспийского моря, за что был удостоен Императорским Русским Географическим Обществом одной из самых его почетных наград — большой золотой медали имени графа Ф. П. Литке.

## Труды
- «Каспийское море. Гидрографическое описание и руководство для плавания» (Санкт-Петербург, 1877),
- «Магнитные наблюдения на Каспийском море» (с магнитными картами Каспийского моря, Санкт-Петербург, 1874).
- «Магнитные наблюдение при гидрографическом исследовании шхер Балтийского моря 1875—1882 годов», в «Морском Сборнике», 1884
- «Aperçu des travaux hydrographiques faits dans les mers et les lacs de la Russie de 1875 à 1881»

## Память
В честь Н. Л. Пущина назван остров в губе Грибовая на западе южного острова Новой Земли (назван в 1889 году офицерами шхуны «Бакан»).